# مدروژستون
مدروژستون، که با نام تجاری Colprone و دیگر نام‌ها فروخته می‌شود، دارویی پروژستینی است که در هورمون درمانی یائسگی و درمان اختلالات زنان استفاده می‌شود. این ماده به تنهایی یا در ترکیب با استروژن در دسترس است. شکل تجویز آن به صورت خوراکی است.
کاربرد دارویی مدروژستون در اوایل سال ۱۹۶۳ توصیف و حداقل تا سال ۱۹۶۶ برای استفاده پزشکی معرفی شد. عرضه این دارو در بیشتر کشورها متوقف شده متوقف شده‌است و فقط در چند کشور موجود است.

## اثرات جانبی
مدروژستون به ندرت عارضه جانبی ایجاد می‌کند، و معمولاً عوارض آن مشابه پروژسترون‌ها است، همچون حالت تهوع و افسردگی.

## تداخل‌های دارویی
انتظار می‌رود القاکننده‌های آنزیم مانند باربیتورات، فنیل‌بوتازون، فنی‌توئین، آمپی‌سیلین یا تتراسایکلین‌ها غلظت پلاسمایی مدروژستون را کاهش دهند، اما هیچ تحقیق نظام‌مندی در این زمینه انجام نشده‌است.